# شویرشچوو-کولونگا
شویرشچوو-کولونگا (به لهستانی:  Świerszczów-Kolonia) یک روستا در لهستان است که در گمینا تستسوو واقع شده‌است. شویرشچوو-کولونگا ۲۰۰ نفر جمعیت دارد.